# Língua de sinais catalã
Língua de Sinais Catalã, (em Portugal: Língua Gestual Catalã) é uma linguagem usada por cerca de 32000 usuários (7000 Surdos), na Catalunha. Possui cerca de 50% de inteligibilidade por parte dos utilizadores de Língua de Sinais Espanhola.
Desde 1994, tem um estatuto oficial, graças a uma lei que promove a língua de sinais promulgada pela Generalitat de Catalunya. Catalunha foi a primeira Comunidade Autónoma Espanhola a aprovar uma lei para uma lingua de sinais.
FESOCA (Federação de Surdos Catalã) é uma ONG 1979 para representar e defender os direitos das Associações de Surdos a conseguir uma plena integração e participação social. FESOCA organiza vários cursos, atividades e reuniões.
O ILLESCAT LSC (LSC Centro de Estudos), é um centro que estuda a evolução da língua, faz estudos linguísticos e cria novos neologismos. Além disso, a Plataforma de Direitos Linguísticos e Culturais, efectuou uma lei para atribuir a esta língua o estatuto de língua de sinais.